# Deutschbaselitzer Großteich
Der Deutschbaselitzer Großteich, obersorbisch Pazličanski wulki hat, ist ein Teich in Sachsen, der von 1532 bis 1542 angelegt wurde. Der Teich liegt nordöstlich von Kamenz bei Deutschbaselitz in der Oberlausitz.
Der Teich bestand zunächst aus drei einzelnen Teichen. Erst um 1800 wurde er von Karl Heinrich und Friedrich Christlieb von Zezschwitz durch Entfernung der Zwischendämme in seine heutige Form überführt.
Der Damm ist ein Flächendenkmal („Alter Teichdamm“) mit 400–500 Jahre alten Eichen. Das gestaute Gewässer ist die Jauer. Der Bach fließt normalerweise am Ort Deutschbaselitz vorbei, wird jedoch durch ein Wehr angestaut und zur Bewässerung zahlreicher Fischteiche in Deutschbaselitz genutzt. Der Teich wird zur Fischerei und zur Freizeiterholung genutzt und dient auch dem Naturschutz (FFH-Gebiet Deutschbaselitzer Großteichgebiet).
Am See gibt es u. a. einen Lehrpfad, ein Abenteuercamp für Kinder und Jugendliche, ein Sportzentrum, einen Campingplatz und ein Waldbad. Der Rundweg hat eine Länge von ca. 6,5 km. Im Teich befinden sich zwei Inseln, auf denen Vögel ungestört brüten.

## Wirtschaft
Der Deutschbaselitzer Großteich dient zur Fischzucht von Karpfen, insbesondere dem Deutschbaselitzer Spiegelkarpfen, eine Kreuzung des kurzen, hochrückigen ungarischen Karpfens und dem Lausitzer muskulösen winterfesten Karpfens. Im Großteich werden die 3-sömmrigen Karpfen herangezogen.